# Monte Cervello
Il monte Cervello (1.003,4 m s.l.m.)  è un rilievo situato nel comune di Itri in provincia di Latina nel Lazio, all'interno del territorio del parco naturale dei Monti Aurunci.

## Descrizione
È situato a sud della piana di Campello Nuovo e si raggiunge imboccando un sentiero non segnato alle spalle dell'agriturismo Campello. La passeggiata inizia in un insediamento artificiale di Pinus Nigra e prosegue in un bosco di Cupulifere alternato a bellissime praterie aggraziate di splendide fioriture in primavera. 
Superato un recinto in filo spinato della pastorizia locale si prosegue a vista verso la cima, dove si gode di una vista che spazia dalla valle Trasta a sud, al monte Le Pezze ad ovest, alla Piana di Campello, Campodimele ed il monte Faggeto a nord, il monte Revole e Campello vecchio ad ovest.